# くるくる!チェンジライフ
『くるくる!チェンジライフ』とは あずき友里による漫画作品。『ちゃお』2018年1月号から3月号で連載された。

## あらすじ
真面目な女子の片倉聖と、同じ中学に通う男子で人気アイドルグループのメンバーでもある桐原桃矢が、偶然に互いの頭をぶつけたことにより入れ替わってしまった。

## 登場人物
片倉 聖（かたくら ひじり）
本作の主人公。14歳。
真面目な女子でカタブツといわれていたが、桃矢と入れ替わってしまった。
桐原 桃矢（きりはら とうや）
主人公と同じ中学に通う男子で、人気アイドルグループPEACEのセンター。
聖と入れ替わってしまった。

## 書誌情報
- あずき友里 『くるくる！　チェンジライフ』 小学館〈ちゃおコミックス〉2018年4月27日発売[1]、ISBN 978-4-09-870055-4